# Paul Menzer
Paul Menzer (Berlino, 3 marzo 1873 – Halle (Saale), 21 maggio 1960) è stato un filosofo e pedagogo tedesco.
Dopo la Seconda guerra mondiale, diresse per un periodo la rivista Kant-Studien insieme a Gottfried Martin.

## Biografia
Figlio di un segretario delle poste, dopo aver conseguito la maturità, Paul Menzer si arruolò volontario per un anno nell'esercito. Iniziò quindi a studiare filosofia e letteratura tedesca a Berlino e Strasburgo, conseguendo il dottorato nel 1897.
Diventò quindi segretario dell'edizione delle opere di Kant all'Accademia di Berlino. Mantenne questa posizione per 18 anni. Nel frattempo, conseguì l'abilitazione all'insegnamento universitario nel 1900 e fu nominato professore associato a Marburgo nel 1906. Continuò la sua carriera universitaria nel 1908, quando accettò una cattedra completa ad Halle.
Il suo atteggiamento era nazional-liberale. Oltre all'insegnamento, si occupò di questioni sociali che riguardavano gli studenti. Dal 1920 al 1921 fu vicepresidente dell'Unione degli studenti di Halle. Nel 1922 fondò l'organizzazione di aiuto economico per gli studenti di Halle, in seguito nota come Hallische Studentenhilfe. Dal 1927 fu il presidente dello Studentenwerk Halle, nel corso della fusione dei consigli di amministrazione con lo Studentenhilfe, che fu sciolto nel 1931. Rimase presidente dell'Unione studentesca fino al 1933 e fu su sua iniziativa che la Hallische "Tulpe" fu trasformata in una casa dello studente nel 1928. Dal 1920 al 1921 fu rettore dell'Università di Halle.
Nel 1933 dovette rinunciare alla presidenza dell'Hallische Studentenwerk. Allo stesso tempo, perse la presidenza della Kant-Gesellschaft. Nel questionario del Ministero dell'Istruzione del Reich, dichiarò di essere stato un "membro attivo della Forza di difesa dei residenti di Halle-Nord contro l'insurrezione comunista nella Germania centrale". Dal 1934 fu membro della NSV. Continuò a pubblicare i Kant-Studien fino al 1936. Non volendo più assumersi responsabilità, nel 1938 pose fine alla sua attività universitaria. Il 9 gennaio 1939 gli fu conferita la Treudienst-Ehrenzeichen.
Quando l'Università di Halle fu riaperta nel 1945, riprese le lezioni di filosofia. Nel 1947 fu presidente del primo Congresso dei filosofi tedeschi dopo la Seconda guerra mondiale a Garmisch-Partenkirchen, cui seguì il secondo congresso a Magonza nel 1948. Ciò portò al secondo congresso (1948 a Magonza) e al terzo congresso (1950 a Brema), in occasione del quale fu fondata la Deutsche Gesellschaft für Philosophie (Società tedesca per la filosofia), di cui Helmuth Plessner fu eletto primo presidente. Paul Menzer si ritirò definitivamente nel 1948. 
Nel 1953, insieme a Gottfried Martin, rinnovò i Kant-Studien.
Paul Menzer morì a Halle (Saale) nel 1960.